# Ставек (Мінський повіт)
Ставек (пол. Stawek) — село в Польщі, у гміні Лятович Мінського повіту Мазовецького воєводства.
Населення — 79 осіб (2011).

## Демографія
Демографічна структура станом на 31 березня 2011 року:
|          | Загалом | Допрацездатний вік | Працездатний вік | Постпрацездатний вік |
| -------- | ------- | ------------------ | ---------------- | -------------------- |
| Чоловіки | 42      | 7                  | 28               | 7                    |
| Жінки    | 37      | 8                  | 17               | 12                   |
| Разом    | 79      | 15                 | 45               | 19                   |